# آزمایش فیلادلفیا (فیلم)
«آزمایش فیلادلفیا» (انگلیسی: The Philadelphia Experiment (film)) فیلمی در ژانر اکشن و علمی–تخیلی است که در سال ۱۹۸۴ منتشر شد.

## بازیگران
- میکیل پاری
- نانسی آلن
- اریک کریسمس
- لوئیس لثام
- استیون توبولوسکی
- گلن مورشور